# Mistrzostwa Polski w kolarstwie przełajowym 1958
Mistrzostwa Polski w kolarstwie przełajowym 1958 odbyły się w Warszawie.

## Wyniki
- Andrzej Trochanowski (Legia Warszawa)[1]
- Józef Czarnecki (niezrzeszony)
- Zbigniew Głowaty (Włókniarz Niemodlin)